# Ehrhard Schmidt
Pour les articles homonymes, voir Ehrhard et Schmidt.
Ehrhard Schmidt, né le 18 mai 1863 à Offenbach-sur-le-Main et mort le 18 juillet 1946 à Aschau, est un officier de marine allemand qui est amiral pendant la Première Guerre mondiale.

## Biographie
Schmidt entre dans la marine impériale en tant que cadet à l'âge de presque seize ans, le 22 avril 1879. Il fait le tour du monde en 1880-1882 avec le trois mâts SMS Hertha et il est nommé lieutenant à son retour, puis officier artilleur. Il est élevé au grade de capitaine de vaisseau en 1905 et devient commandant de bord en 1907 du croiseur SMS Prinz Adalbert, et du navire de ligne SMS Hessen en 1908-1910. Après avoir commandé la forteresse navale de Wilhelmshaven, Ehrhard Schmit est nommé contre-amiral (c'est-à-dire vice-amiral d'escadre, selon la hiérarchie française) à la IIe escadre de la Hochseeflotte. Il commande les navires de guerre les plus modernes de son époque, le SMS Prinzregent Luitpold, le SMS Kaiser, ou le SMS Friedrich der Große, qui font partie de la Ve division.
Il est commandant suprême de la IVe escadre de la Hochseeflotte, lorsqu'éclate la guerre de 1914-1918. Cette escadre est composée de bateaux plus anciens appartenant à la classe Wittelsbach. Plus tard, il est commandant de la Ire escadre à la bataille du Jutland qui fut la bataille navale la plus importante de la Première Guerre mondiale. Il arrive à briser les lignes des navires de la Royal Navy. Six destroyers et un croiseur anglais sont coulés. Ensuite il fait partie, en janvier 1917, de la flotte de 321 navires allemands engagés dans l'opération Albion qui a pour but de s'emparer des îles d'Ösel, de Dägo, et de Moon, en mer Baltique, sous souveraineté russe. Schmidt reçoit pour cela l'Ordre Pour le Mérite.
Il est nommé amiral de la marine impériale au début de l'année 1918, puis amiral « à la suite » et prend sa retraite. Il refuse de servir dans la marine de la nouvelle république. Il épouse Lily Eichhorn en l'église de la Paix d'Offenbach-sur-le-Main (de), en 1921 et ils s'installent cinq ans plus tard à Munich.
Il est nommé président honoraire de l'association navale de Munich (Marineverein München) et est toujours resté fidèle à l'empereur Guillaume II en exil.

## Source
- (de) Cet article est partiellement ou en totalité issu de l’article de Wikipédia en allemand intitulé « Ehrhard Schmidt » (voir la liste des auteurs).